# Josef Nezhyba
Josef Nezhyba (24. března 1924 - ???) byl český a československý politik Komunistické strany Československa a poúnorový poslanec Národního shromáždění ČSR.

## Biografie
Ve volbách roku 1954 byl zvolen do Národního shromáždění za KSČ ve volebním obvodu Přerov. V Národním shromáždění zasedal do konce jeho funkčního období, tedy do voleb v roce 1960. K roku 1954 se profesně uvádí jako člen ONV a svářeč v depu ČSD v Přerově. Byl mu udělen Řád práce.